# Wells Fargo

Ancien Logo

Wells Fargo & Company est une multinationale américaine de services financiers dont le siège social est situé à San Francisco en Californie. Son actif en fait la troisième banque des États-Unis. Le groupe exerce des activités diverses et possède des filiales au Canada, aux Mariannes du Nord et dans les Caraïbes. Elle est, d'après le Forbes Global 2000 de 2017, la 19e entreprise mondiale.

## Histoire

### Origine
La Wells, Fargo & Company est créée à New York, le 18 mars 1852 par Henry Wells et William Fargo, créateurs avec John Warren Butterfield d'American Express. Ce dernier ne désira pas participer à l'élargissement des affaires en Californie où l'on venait de découvrir de l'or. L'entreprise est alors présente tant dans le secteur bancaire que dans les transports terrestres. Durant les années 1860, Wells Fargo est très présent sur la ligne du Pony Express. En 1866, Wells Fargo, Holladay et Overland Mail, trois entreprises de transports fusionnent sous le nom de Wells Fargo.

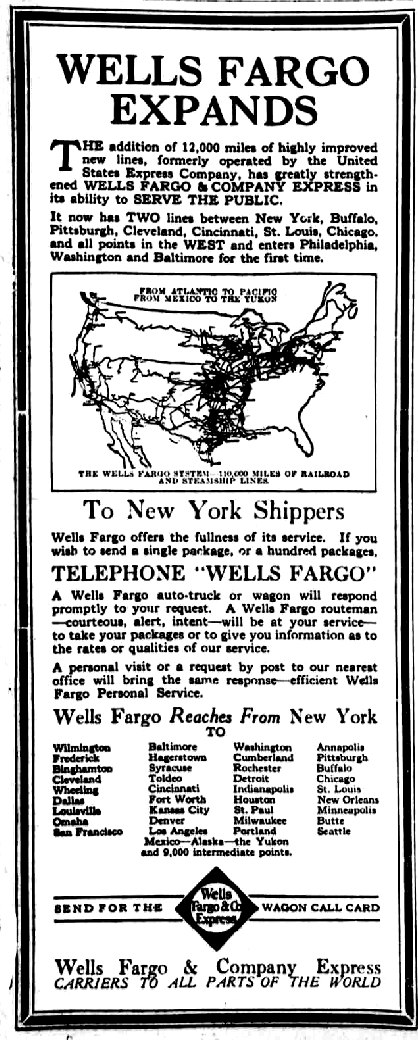
Pub pour Wells Fargo de 1914, avec une carte montrant les zones desservies.

En 1905, Wells Fargo sépare ses activités de transports de ses activités bancaires, ces dernières sont fusionnées avec la Banque du Nevada, dirigée par Isaias W. Hellman, qui l'avait ensuite rebaptisée Nevada National Bank en 1898. En 1923, Wells Fargo Nevada National Bank fusionne avec Union Trust Company pour former la Wells Fargo Bank & Union Trust Company.
En 1918, les activités de Wells Fargo dans les transports sont nationalisées en même temps que celles d'Adams Express, du Southern Express et d'American Express pour former la Railway Express Agency.

### Après la nationalisation
En 1960, Wells Fargo fusionne avec American Trust Company pour former la Wells Fargo Bank American Trust Company, avant de changer de nom en 1962 pour Wells Fargo Bank.
En 1986, Wells Fargo acquiert pour 1,08 milliard de dollars Crocker National, filiale de Midland Bank depuis son acquisition en 1980. Cette acquisition est la plus importante de l'histoire bancaire du pays à ce moment-là. Wells Fargo prévoit en rapport avec cette acquisition la suppression de 5 000 postes, dont 1600 immédiatement après l'acquisition, sur les 26 000 du nouvel ensemble, ainsi que la suppression de 120 agences, ne laissant plus que 500 agences dans le nouvel ensemble,.
En 1988, Wells Fargo acquiert la filiale californienne de Barclays, qui emploie 1 100 personnes, pour 125 millions de dollars,
En 1996, Wells Fargo acquiert First Interstate pour 11,6 milliards de dollars, battant l'offre de 10 milliards de First Bank System of Minneapolis. Cette acquisition est alors la plus importante en valeur du secteur bancaire américain. L'acquisition prévoit la suppression de 10 000 emplois sur les 48 000 du nouvel ensemble.
En 1998, Northwest Corporation fusionne avec Wells Fargo & Co dans une opération d'un montant de 31,4 ou 34 milliards de dollars, selon les sources. Lors de cette fusion, il est décidé que le nouvel ensemble sera dirigé par les équipes conjointement par les deux équipes, mais qu'il prendrait le nom de Wells Fargo et qu'il aura son siège social à San Francisco, au lieu de Minneapolis qui était le siège de Northwest. De plus, les actionnaires de Wells Fargo reçoivent 52,5 % du nouvel ensemble contre 47,5 % pour ceux de Northwest,,.

### Depuis l'an 2000
En avril 2000, Wells Fargo acquiert First Security of Utah pour 2,9 milliards de dollars, à la suite de l'échec de la fusion entre First Security of Utah et Zions. Par cette opération, Wells Fargo consolide fortement sa présence dans l'Utah, et intègre près de 9 600 employés.
En octobre 2008, Wells Fargo acquiert Wachovia pour 15,1 milliards de dollars. Alors que 4 jours avant, Citigroup avait fait une proposition de rachat à Wachovia de seulement 2 milliards de dollars, de par les difficultés importantes que rencontrait Wachovia, en pleine crise financière. Finalement après protestation de Citigroup sur le non-respect de l'accord exclusif de négociation qu'il avait signé avec Wachovia, Citigroup retire son offre et Wells Fargo acquiert Wachovia,. Après l'acquisition de Wachovia, le groupe détient 6 650 agences, 12 260 distributeurs automatiques pour 48 millions de clients.

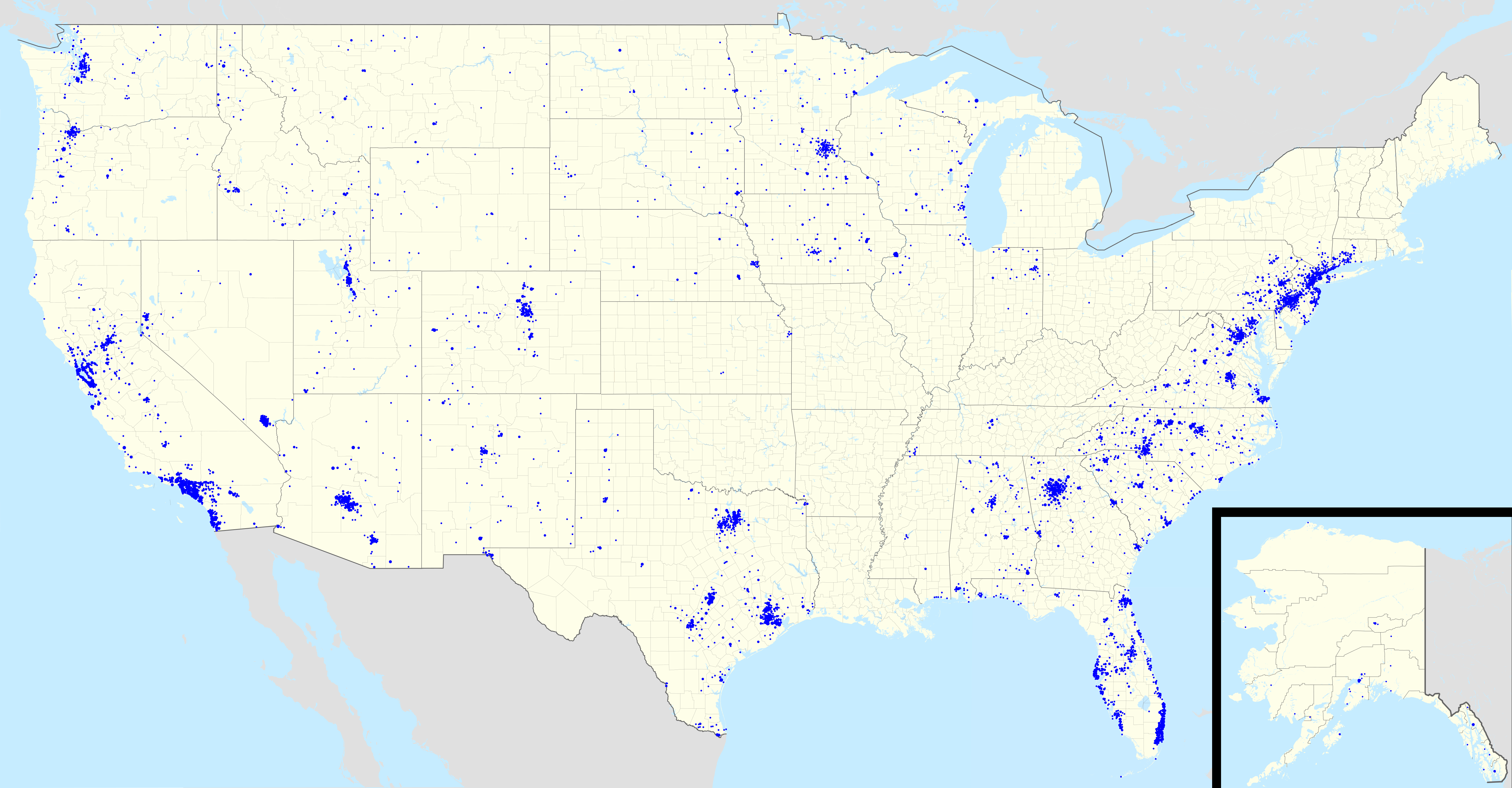
Carte de l'implantation de Wells Fargo en 2015.

En février 2012, Wells Fargo avec JPMorgan Chase, Citigroup, Bank of America, Ally Financial paient une amende commune de 25 milliards de dollars pour des saisies immobilières irrégulières.
En octobre 2015, General Electric vend à Wells Fargo ses activités de prêts pour entreprise, regroupant 3 500 salariés et plus de 30 milliards de prêts.
En décembre 2015, Zurich Insurance Group acquiert pour 1,05 milliard de dollars Rural Community Insurance Services (RCIS), une filiale de Wells Fargo spécialisée dans l'assurance agricole.
Début 2016, Bloomberg fait savoir que Wells Fargo est exposée à un niveau de 17 milliards de dollars au secteur de l'énergie. En raison de la chute des cours du pétrole et des prêts accordés aux entreprises exploitant les gaz de schiste, la société aurait perdu 118 millions de dollars au quatrième trimestre 2015.
En mai 2017, Wells Fargo annonce des mesures d'économie comprenant notamment la fermeture de 450 agences sur les 6 000 agences qu'il possède.
Le 27 septembre 2019, Charles Scharf est nommé au poste de PDG du groupe.
En février 2021, le groupe annonce la vente de son activité de gestion d'actifs (603 milliards de dollars d'encours) pour 2,1 milliards de dollars à  GTCR LLC et Reverence Capital Partners.

## Activités
- Banque de détail et commerciale : vente de produits et de services bancaires classiques et spécialisés, crédit hypothécaire, crédit immobilier, crédit à la consommation, assurance.

- Banque de financement, d'investissement et de marché.

- Gestion de patrimoine, courtage et gestion de fonds de retraite.

## Principaux actionnaires
Au 2 janvier 2019 :
| Berkshire Hathaway               | 8,95% |
| The Vanguard Group               | 7,47% |
| SSgA Funds Management            | 4,12% |
| Capital Research & Management    | 3,30% |
| BlackRock Fund Advisors          | 2,36% |
| T. Rowe Price Associates         | 2,21% |
| Dodge & Cox                      | 2,02% |
| Putnam                           | 1,45% |
| Geode Capital Management         | 1,33% |
| State Farm Investment Management | 1,30% |

## Controverses
En septembre 2016, Wells Fargo est condamné, par le bureau américain de protection des consommateurs, par l'Office of the Comptroller of the Currency et par la ville de Los Angeles, à une amende de 185 millions de dollars pour avoir ouvert et facturé 2 millions de comptes bancaires et 500 000 cartes de crédit à l'insu de ses clients. En octobre, John Stumpf donne sa démission de la direction de la banque en raison du scandale des comptes fantômes. 5 300 employés impliqués dans la fraude ont été licenciés plusieurs semaines auparavant.
En avril 2018, Wells Fargo est condamné par deux régulateurs américains à une amende record d'un milliard de dollars pour pratiques commerciales illicites, ayant notamment appliqué des primes d'assurance automobile superflues à ses clients et surfacturé certains emprunts immobiliers. La banque est par ailleurs sommée de restituer aux clients lésés les sommes prélevées indûment, ainsi que de renforcer son programme de gestion des risques. En août 2018, Wells Fargo est condamné à une amende de 2,1 milliards de dollars, pour ses activités dans les subprimes durant la crise financière de 2008.